# Bogoljub Orel
Bogoljub Orel, slovenski inženir elektrotehnike, * 10. september 1933, Maribor.
Orel je leta 1961 diplomiral na ljubljanski FE in prav tam 1975 tudi doktoriral. Na FE v ljubljani je bil v letih 1963−2000 tudi zaposlen, od 1987 kot redni profesor. V raziskovalnem delu se je dr. Orel posvetil raziskavam s področja energetike, energetskih naprav in sistemov. Opravil je okoli 60 raziskav in izvedel več večjih energetskih projektov ter objavil 5 samostojnih publikacij.